# Dipterocarpus obtusifolius
Диптерокарпус туполистный (лат. Dipterocarpus obtusifolius) — вид тропических деревьев рода Диптерокарпус семейства Диптерокарповые. Распространён в Юго-Восточной Азии: Андаманские острова, Мьянма, Таиланд, Камбоджа, Лаос и Вьетнам. Произрастает в сухих диптерокарповых лесах на высоте до 1300 метров над уровням моря.
Большое вечнозелёное дерево, до 30 метров высоту и 50 — 80 см в диаметре. Крона может начинаться на высоте 20 метров. Древесина дерева используется в строительстве, также как источник дров. В Камбодже смолу этого вида используют для изготовления факелов.